# Adenanthos ellipticus
Adenanthos ellipticus (лат.) — кустарник, вид рода Аденантос (Adenanthos) семейства Протейные (Proteaceae), произрастающий на юго-западе Западной Австралии. Прямостоячий кустарник высотой 0,6-3 м с оранжевыми и красновато-розовыми цветками, цветущими с января или апреля по май или с августа по ноябрь. Произрастает на белом кремнистом песке поверх кварцита на скалистых склонах.  

## Ботаническое описание
Adenanthos ellipticus — раскидистый кустарник высотой до 3 м в высоту и 4 м в ширину. Листья 2–5 см в длину и 5–15 мм в ширину. Цветки оранжевого или красновато-розового цвета длиной 2,5 см.

## Таксономия
Александр Джордж описал вид в 1974 году. Видовой эпитет -  от латинского прилагательного ellipticus и относится к форме листьев. Образец был собран намного раньше, в 1931 году австралийским доктором Уильямом Блэколлом, который опубликовал название A. cuneata var. integra в 1954 году, но не написал описания, поэтому имя было недействительно. Adenanthos ellipticus классифицируется в секции Adenanthos в рамках одноимённого рода.

## Распространение и местообитание
A. ellipticus — эндемик Западной Австралии. Встречается только в национальном парке Фицджералд-Ривер, где он встречается в трёх популяциях, занимающих площадь менее 0,31 км2. Растёт на кварцитовом кремнистом песке на каменистых склонах. Встречается вместе с Adenanthos cuneatus и A. venosus, но обычно растёт выше по склонам, чем эти виды.

## Биология
A. ellipticus погибает в результате лесных пожаров, а затем восстанавливается из семян, поэтому слишком частые пожары угрожают этому виду. Он также очень чувствителен к фитофторозу, вызываемому Phytophthora cinnamomi.

## Охранный статус
Правительства Содружества и Западной Австралии классифицировали Adenanthos ellipticus как уязвимый в соответствии с Законом об охране окружающей среды и сохранении биоразнообразия 1999 года в 2008 году и Законом о сохранении дикой природы 1950 года (Западная Австралия) в ноябре 2012 года соответственно.
Международный союз охраны природы классифицирует природоохранный статус вида как «вымирающий».